# محمد بشار
محمد بشار (6 نوفمبر 1992 النيجر - ) هو لاعب كرة قدم نيجري، شارك في كأس الأمم الأفريقية 2013.

## روابط خارجية
- محمد بشار على موقع الاتحاد الدولي (مؤرشف)  (الإنجليزية)
- محمد بشار على موقع قاعدة بيانات كرة القدم.إي يو (الإنجليزية)
- محمد بشار على موقع بيانات كرة القدم. دي إي (الألمانية)
- محمد بشار على موقع ناشيونال فوتبول تيمز (الإنجليزية)
- محمد بشار على موقع عالم كرة القدم.نت (الإنجليزية)